# Större iora
Större iora (Aegithina lafresnayei) är en fågel i familjen ioror inom ordningen tättingar.

## Utseende och läte
Större iora är en 13,6–15,4 cm är en gulaktig trädlevande tätting med lång och kraftig näbb. Hanen är mörk ovan och gul under, medan honan är karakteristisk utan särskilda kännetecken annat än ljust grågrön ovansida och gul undersida. Båda könen skiljs från andra ioror genom proportionellt större näbb, större storlek och avsaknad av vingband. Sången är en snabb serie med ljusa "chew".

## Utbredning och systematik
Större iora delas in i tre underarter med följande utbredning:
- Aegithina lafresnayei lafresnayei – förekommer i södra Thailand och Malackahalvön
- Aegithina lafresnayei innotata – förekommer i sydvästra Kina (södra Yunnan) till Myanmar, Thailand och norra Indokina
- Aegithina lafresnayei xanthotis – förekommer i Kambodja och södra Indokina

## Levnadssätt
Arten hittas i urskog, uppvuxen ungskog och i skogsbryn i låglänta områden och lägre bergstrakter. Liksom andra ioror ses den ofta i kringvandrande artblandade flockar.

## Status och hot
Artens populationstrend är okänd, men utbredningsområdet är relativt stort. Internationella naturvårdsunionen IUCN anser inte att den är hotad och placerar den därför i kategorin livskraftig. Världspopulationen har inte uppskattats men den beskrivs som generellt ovanlig och endast lokalt vanlig.

## Namn
Fågelns vetenskapliga artnamn hedrar Noël Frédéric Armand André Baron de La Fresnaye (1783-1861), fransk ornitolog och samlare av specimen.